# Rudy e Rita
Rudy e Rita è il quinto album in studio di Alberto Camerini pubblicato nel 1981.
Nel 1990 l’album fu ristampato in versione vinile, cassetta e per la prima volta anche in CD da parte della Sony Music. 
Rudy e Rita, venne nuovamente distribuito in versione CD nel 2006 con il nome Rita e Rudy, divenendo il più reperibile tra gli album di Alberto.

## Il disco
Realizzato per lo più con un rock'n'roll elettronico prodotto da sintetizzatori, i testi raccontano di amori o amicizie in stile fiabesco.
Da segnalare l'unico singolo estratto, Rock 'n' roll robot/Miele, uno dei dischi più venduti del 1981; Rock'n'roll robot inoltre è stato il brano con cui Camerini è stato soprannominato "l'Arlecchino del rock'n'roll".
La canzone Miele faceva parte dello spettacolo di Ferruccio Soleri "Arlecchino e gli Altri", realizzato dal Piccolo Teatro di Milano, così come Il ristorante di Ricciolina
La singolare copertina, con il disco che esce dall'alto, vede il volto dell'artista in primo piano in entrambi i lati: in un lato il volto pitturato in giallo con il nome Rudy e dall'altra parte un cuore trafitto in rosa col nome Rita. La busta interna contenente il disco in vinile è disegnata a rombi da una parte bianchi e gialli e dall'altra bianchi e rosa. Nella versione in musicassetta le due copertine sono unite insieme. Il vinile e la musicassetta non sono divise in lato A e lato B, ma in due parti chiamate solamente "Rudy" e "Rita".

## Tracce

### Rudy
1. Rock'n'Roll Robot – 3:12
2. Bip Bip Rock – 3:21
3. Rock Rap – 2:00
4. Tiger Beat – 2:33
5. L'astronauta – 3:29
6. Non devi piangere – 3:53
7. Johnny – 4:06

### Rita
1. Morgana e il re – 3:06
2. Miele – 2:54
3. Pennarello e Melaverde – 3:58
4. Il ristorante di Ricciolina – 3:33
5. Pupazzo – 2:58
6. Rosabella – 3:02
7. Quando è Carnevale – 2:10

## Formazione
- Alberto Camerini - voce, chitarra elettrica, cori
- Alberto Radius - chitarra elettrica
- Maurizio Martelli - chitarra classica
- Paolo Donnarumma - basso
- Flaviano Cuffari - batteria, percussioni
- Roberto Colombo - tastiera
- Manuela Gilardi - cori